# Гілсем (Нью-Гемпшир)
Гілсем (англ. Gilsum) — місто (англ. town) в США, в окрузі Чешир штату Нью-Гемпшир. Населення — 752 особи (2020).

## Демографія
Згідно з переписом 2010 року, у місті мешкало 813 осіб у 326 домогосподарствах у складі 239 родин. Було 378 помешкань
Расовий склад населення:
| - 97,9 % — білих - 0,7 % — азіатів - 0,2 % — чорних або афроамериканців - 0,1 % — корінних американців |

До двох чи більше рас належало 0,9 %. Частка іспаномовних становила 0,6 % від усіх жителів.
За віковим діапазоном населення розподілялося таким чином: 19,2 % — особи молодші 18 років, 67,8 % — особи у віці 18—64 років, 13,0 % — особи у віці 65 років та старші. Медіана віку мешканця становила 44,8 року. На 100 осіб жіночої статі у місті припадало 103,2 чоловіків;  на 100 жінок у віці від 18 років та старших — 100,3 чоловіків також старших 18 років.
Середній дохід на одне домашнє господарство  становив 66 999 доларів США (медіана — 59 750), а середній дохід на одну сім'ю — 80 144 долари (медіана — 70 938). Медіана доходів становила 50 000 доларів для чоловіків та 37 917 доларів для жінок. За межею бідності перебувало 11,0 % осіб, у тому числі 17,2 % дітей у віці до 18 років та 6,0 % осіб у віці 65 років та старших.
Цивільне працевлаштоване населення становило 386 осіб. Основні галузі зайнятості: освіта, охорона здоров'я та соціальна допомога — 26,2 %, виробництво — 15,3 %, роздрібна торгівля — 9,3 %, будівництво — 8,5 %.